# Linkin Park
Linkin Park is een Amerikaanse rockband uit Agoura Hills, Californië. Oorspronkelijk in 1996 opgericht als Xero door de vrienden Brad Delson, Rob Bourdon en Mike Shinoda, waarna later ook Joseph Hahn, Dave Farrell en Chester Bennington toetraden tot de bezetting. Sinds 2024 is Emily Armstrong de zangeres van de band. Linkin Park brak in 2000 door met het debuutalbum Hybrid Theory, dat de diamanten status kreeg in de Verenigde Staten en multiplatina was in verschillende andere landen. De band was o.a. succesvol met de nummers "In the End", "Numb", "Faint" en "What I've Done" en heeft sinds de oprichting wereldwijd meer dan zestig miljoen albums verkocht en twee Grammy's gewonnen.
Met het tweede studioalbum Meteora borduurde de band voort op de mainstream nu metal-/raprock-sound waarmee het op Hybrid Theory beroemd werd. Op het in 2007 uitgebrachte Minutes to Midnight verliet de band grotendeels de nu metal en ging richting de alternatieve rock, met nadruk op experimenteren met andere muziekstijlen. Het in elektronische rock gedoopte A Thousand Suns kwam in september 2010 uit. Op 22 juni 2012 kwam het vijfde studioalbum Living Things uit dat de vorige albums samenvoegde met als doel een nieuw geluid te creëren. In de zomer van 2014 kwam het zesde studioalbum uit: The Hunting Party. Drie jaar later volgde in 2017 hun zevende plaat One More Light waarin ze radicaal van stijl veranderden en meer in de richting van pop gaan.
Op 20 juli 2017 pleegde zanger Chester Bennington zelfmoord.

## Biografie

### Ontstaan (1996-2000)

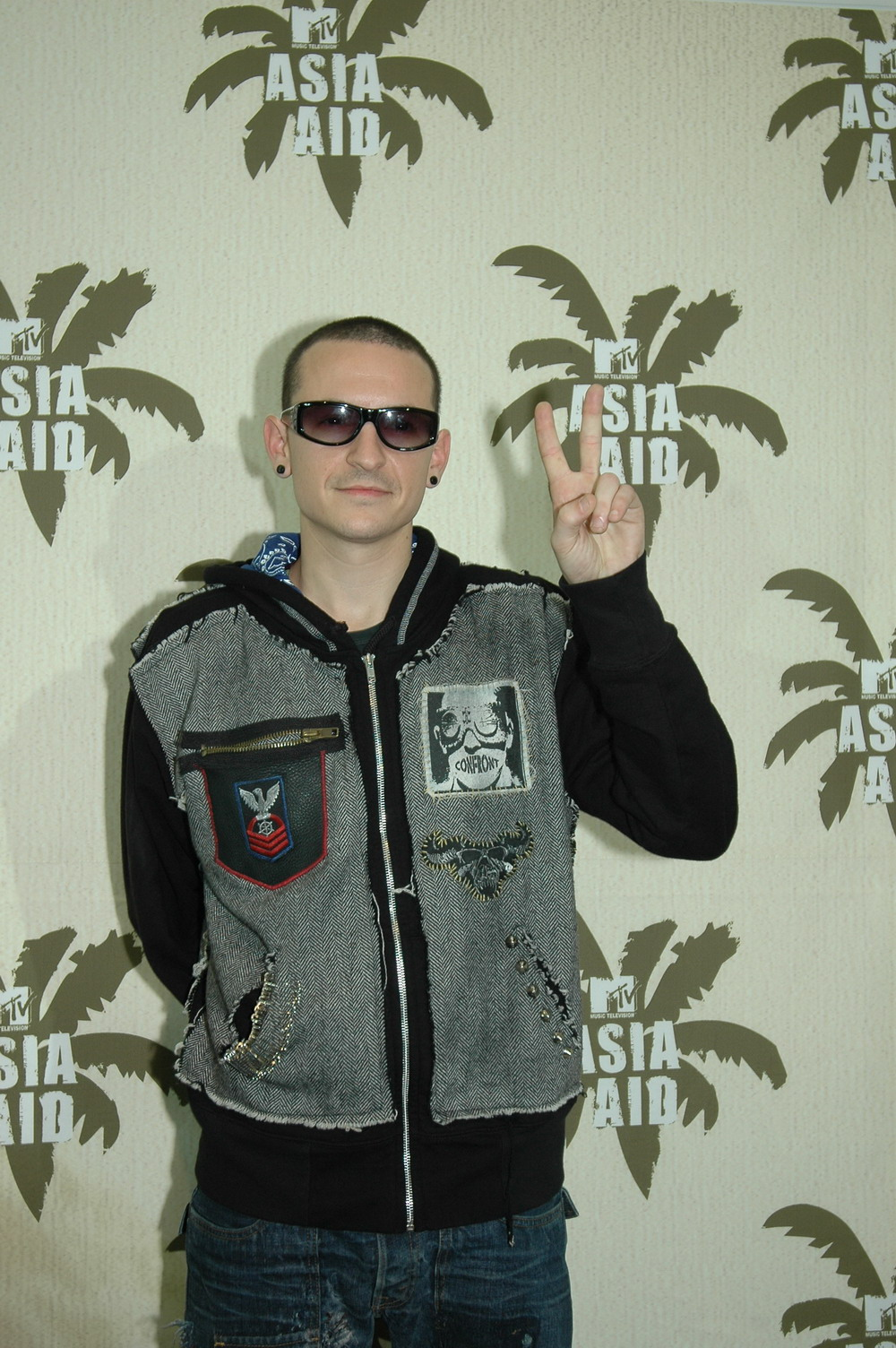
Chester Bennington verving Mark Wakefield in 1999. Hierna veranderde de band van naam en kreeg eindelijk een platencontract

Mike Shinoda, Brad Delson en Rob Bourdon ontmoetten elkaar in hun middelbareschoolperiode. Nadat ze afstudeerden namen ze hun muzikale interesses serieuzer en vormden ze samen met Joe Hahn, Dave Farrell en Mark Wakefield de rapcore-band Xero. Ondanks het gebrek aan goede apparatuur, begon de band in 1996 met het opnemen en het produceren van liedjes in Shinoda's slaapkamer, waar hij een kleine studio had gemaakt. De spanningen en frustraties, veroorzaakt door het mislukken van het verkrijgen van een platencontract, groeiden en leidden tot het vertrek van vocalist Wakefield. Farrell verliet eveneens een tijd de band, vanwege tourverplichtingen met Tasty Snax.
Jeff Blue, vicevoorzitter van Zomba, tipte de jonge band in maart 1999 over Chester Bennington, een zanger uit Phoenix die op zoek was naar een nieuwe band na een ruzie bij zijn oude band Grey Daze. Hij overtuigde de band en werd het nieuwe lid van de groep. De band veranderde de naam van Xero naar Hybrid Theory en begon te werken aan nieuw materiaal. De band kreeg opnieuw een naamsverandering vanwege een dreigende rechtszaak met een groep met een overeenkomstige naam. Bennington kwam met de naam Lincoln Park, een eerbetoon aan een park in Santa Monica en uiteindelijk werd dit Linkin Park. Ondanks de wedergeboorte bleef het moeilijk een label te vinden. Tientallen kopieën van de eerste ep Hybrid Theory werden naar verschillende platenlabels gestuurd. In 1999 mocht Linkin Park bij Warner Bros. Records tekenen dankzij Blue, die daar nu vicevoorzitter was. Het jaar daarop bracht de band zijn debuutalbum Hybrid Theory uit.

### Doorbraak (2000-2002)
Linkin Park bracht op 24 oktober 2000 Hybrid Theory uit. Het album, waar vijf jaar aan gewerkt was, had Don Gilmore als uitvoerend producent. Hybrid Theory is wereldwijd goed ontvangen met ruim 4,8 miljoen verkochte exemplaren in het debuutjaar, waarmee het het best verkochte album van 2001 werd. Singles als "Crawling" en "One Step Closer" deden het goed op de Amerikaanse rockradiostations. Het album kreeg drie Grammy-nominaties, te weten voor "Best New Artist", "Best Rock Album" en "Best Hard Rock Performance" ("Crawling"), waarvan de laatste in de prijzen viel. MTV beloonde de band ook met de VMA voor "Best Rock Video" en "Best Direction" voor "In the End", een van de meest gedraaide liedjes van 2001.

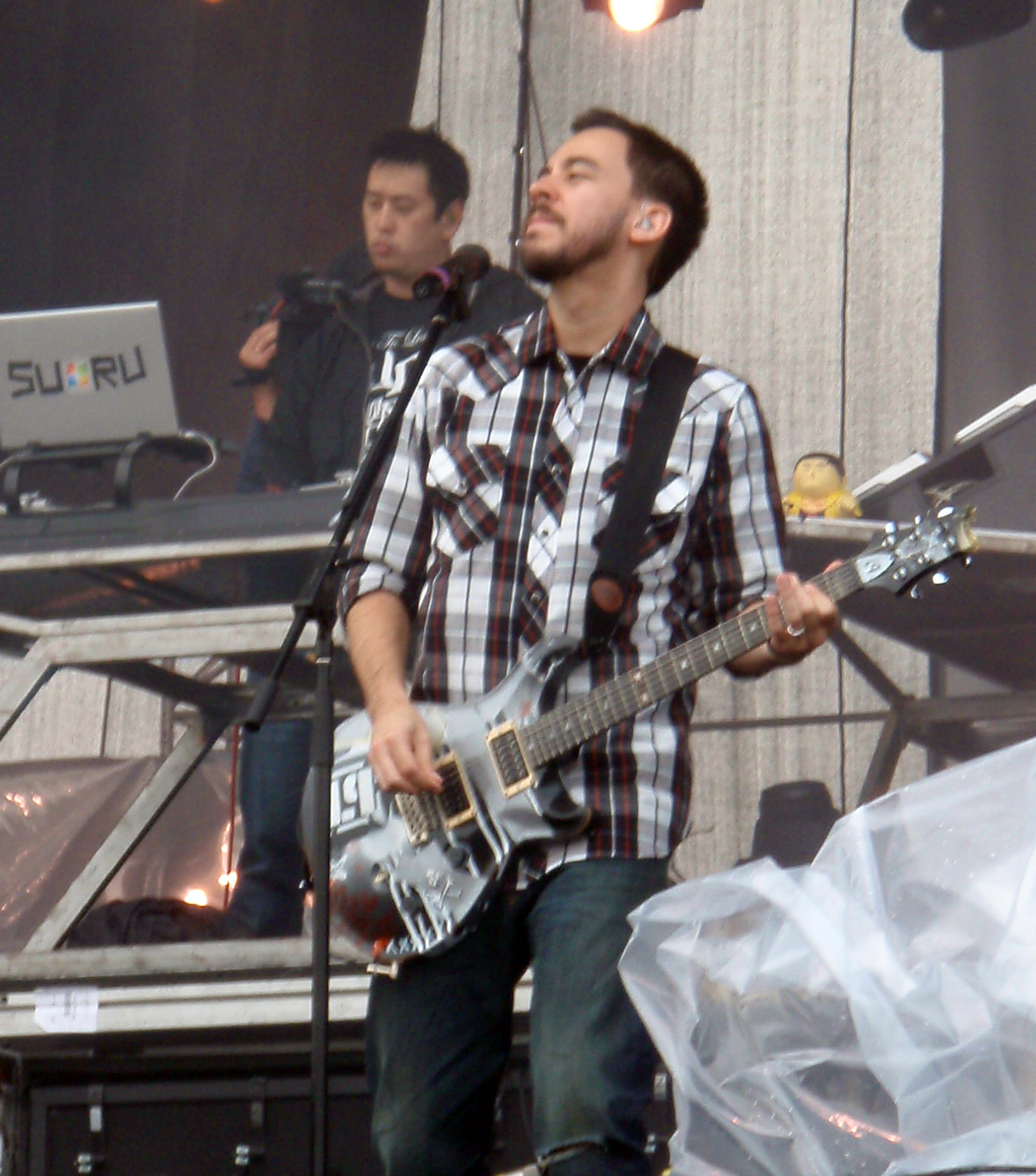
Rob Bourdon, Mike Shinoda (rechts) en Joe Hahn (links) werkten samen met de X-Ecutioners voor een nummer

Rond deze tijd kreeg de band veel uitnodigingen voor optredens met grote artiesten, waaronder Ozzfest, Family Values en KROQ Almost Acoustic Christmas. Ook vormde de band een eigen tournee, Projekt Revolution, met als doel hiphop- en rockartiesten bij elkaar te brengen. Artiesten zoals Adema, Cypress Hill en Snoop Dogg deden mee. In een jaar trad de band meer dan 320 keer op. De ervaringen en optredens van de band zijn te zien op de eerste dvd Frat Party at the Pankake Festival. Herenigd met bassist Dave Farrell, begon de band aan een remixalbum genaamd Reanimation, met daarop nummers van het album en de ep Hybrid Theory. Het album bevat samenwerkingen met Black Thought, Jonathan Davis, Aaron Lewis en vele anderen. Reanimation werd 270.000 keer verkocht in de eerste week. Ook werkten Hahn, Bourdon en Shinoda mee aan een samenwerking op It's Goin' Down met de X-Ecutioners.

### Het verhaal zet zich voort (2002-2004)
De band begon te werken aan het tweede studioalbum tijdens het toeren, door hun vrije tijd te besteden in een zelfgemaakte studio achter in de tourbus. De band maakte in december 2002 de productie van een nieuw studioalbum officieel bekend. Linkin Parks tweede studioalbum Meteora, vernoemd naar de Griekse kloosters, lag in maart 2003 in de rekken en had meer ruimte voor elektronica en er was zelfs een shakuhachi, een Japanse fluit, prominent aanwezig op een van de nummers. Het album werd in de eerste week meer dan 800.000 keer verkocht en was indertijd een van de best verkochte albums van de Billboard-lijsten. Het debuteerde in zestien landen op de eerste positie in de albumlijsten. Als singles werden "Somewhere I Belong", "Faint", "Numb", "From the Inside" en "Breaking the Habit" gekozen. "Lying from You" werd alleen als radiosingle uitgebracht. Alle singles van Meteora topten de Amerikaanse Billboard Modern Rock Tracks-hitlijst.
Een tweede editie van Projekt Revolution startte met onder andere Mudvayne, Blindside en Xzibit. Metallica nodigde Linkin Park uit om op hun Summer Sanitarium Tour 2003 te spelen, evenals Limp Bizkit, Mudvayne en Deftones. De opnames van die twee concerten zijn te horen en te zien op Linkin Parks tweede cd/dvd Live in Texas.
De band won op de MTV Awards prijzen voor "Best Rock Video" ("Somewhere I Belong") en "Viewer's Choice Award" ("Breaking the Habit"). Hoewel Meteora Hybrid Theory commercieel niet evenaarde, werd het album toch het op twee na bestverkochte album in de Verenigde Staten van 2003. Linkin Park toerde de eerste maanden van 2004 over de hele wereld, waarna een derde Project Revolution begon en een nieuwe reeks Europese concerten.

### Andere projecten en liefdadigheidswerk (2004-2006)
Na het succes van Meteora stelde de band het derde nieuwe studioalbum voor een paar jaar uit. Linkin Park ging door met toeren en werkte aan verschillende nevenprojecten. Bennington verscheen op DJ Lethals State of the Art en begon te werken aan een solo-project genaamd Dead by Sunrise, terwijl Shinoda met Depeche Mode werkte. Halverwege 2004 trad de band met Jay-Z op in het kader van MTV's Ultimate Mash-Ups. De live-uitvoeringen en de studio-opnamen staan op het album Collision Course, dat de tweede ep was die de Amerikaanse albumlijst topte. Shinoda vormde met vrienden als nevenproject een hiphop-ensemble genaamd Fort Minor. Met hulp van Jay-Z in de rol als uitvoerend producent, bracht Fort Minor zijn debuutalbum The Rising Tied uit in 2005. De single "Where'd You Go" behaalde in enkele landen, waaronder Nederland, de top tien. In deze periode was de band betrokken in een conflict met Warner om vertrouwen en financiële redenen. In december werd dit opgelost.
Ook deed de band mee aan verschillende liefdadigheidsevenementen. Ze hielpen geld in te zamelen voor de slachtoffers van orkaan Charley in 2004 en orkaan Katrina in 2005. Ze deden dit ook voor de slachtoffers van de tsunami in 2004 en stichtten daarvoor Music for Relief, waar verschillende andere rockbands zich bij aansloten. Ook doneerde de band 75.000 dollar aan de Special Operations Warrior Foundation. Linkin Park trad met Jay-Z op in Philadelphia voor Live 8. Ze traden ook op tijdens de Grammy's in 2006 waar ze een Grammy kregen voor "Best Rap/Sung Collaboration". Ook traden ze op tijdens het Summer Sonic muziekfestival in Japan, georganiseerd door Metallica.

### Grenzen opzoeken (2006-2008)
Linkin Park keerde in 2006 terug de studio's in om te werken aan nieuw materiaal. De band koos Rick Rubin als producer, bekend om zijn werk met de Red Hot Chili Peppers en Run-D.M.C.. Ondanks eerdere vermeldingen dat het album ergens in 2006 uit zou komen, werd het uitgesteld tot 2007. De band had dertig tot vijftig nummers opgenomen in augustus 2006, toen Shinoda in een interview zei dat het album voor de helft af was. Bennington zei later dat het album weg zou blijven van het vorige nu-metalgeluid. Warner Bros. Records kondigde officieel aan dat de bands derde studioalbum, genaamd Minutes to Midnight, op 15 mei 2007 zou worden uitgebracht. Na veertien maanden werken aan het album, koos de band ervoor vijf van de oorspronkelijke zeventien tracks te schrappen.

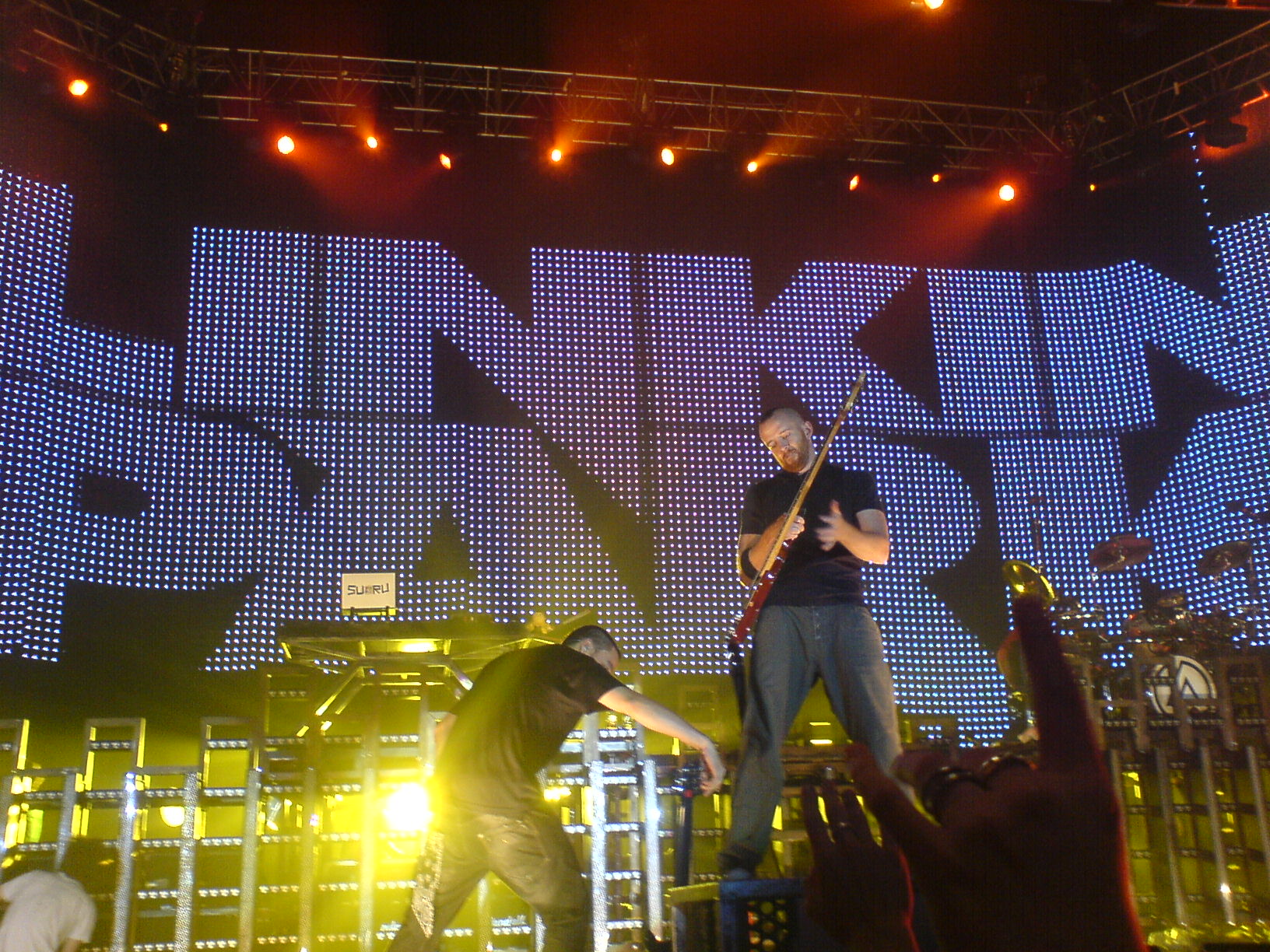
Linkin Park tijdens een concert in Praag, Tsjechië, 2007

Minutes to Midnight werd in de eerste week ruim 622.000 keer verkocht, wat het een van de grootste debuten maakte van die jaren. Leadsingle "What I've Done" werd op 2 april uitgebracht en topte de Billboard Mainstream Rock Tracks en Modern Rock Tracks. De band toerde na het uitkomen van het album door Europa ter promotie en speelde onder andere ook op Pinkpop 2007. Ook speelde de band op Live Earth. "Bleed It Out", "Shadow of the Day" en "Given Up" werden als single uitgebracht. Ook werd de vierde Projekt Revolutiontour gehouden. De band was de best verkopende rockband in 2007, met zes miljoen verkochte exemplaren wereldwijd. In oktober en november hielden ze de Australazië-tour om rond de jaarwisseling een kleine pauze in te lassen. Midden januari 2008 is de band begonnen aan een Europese tour. In februari pakte de band het toeren weer op in de Verenigde Staten met een reeks van negentien concerten, waarvan twee zijn afgelast vanwege Benningtons tracheobronchitis. Bennington vermeldde dat de band een opvolger heeft gepland, waar ze tijdens het toeren inspiratie gaan opdoen. De band hield een pauze van enkele maanden, waarin ze de videoclip voor de laatste single "Leave Out All the Rest" van het album opnamen en uitbrachten. Ook waren ze te zien in de videoclip van Busta Rhymes, "We Made It". waar ze ook een bijdrage aan leverden. In juni begonnen ze aan een Europese toer, waarna ze de Verenigde Staten aandeden. Begin oktober blesseerde Bennington zijn rug, waardoor de benefiettournee in China en Taiwan voor de slachtoffers van de aardbeving in Sichuan in mei 2008 moest worden afgelast. Eind november bracht de band nog een live cd/dvd uit van het concert in Milton Keynes, Londen: Road to Revolution: Live at Milton Keynes. Een liveversie van "Leave Out All the Rest" werd als promo-single gebruikt.

### Andere projecten en liefdadigheidswerk (2008-2010)
De band begon eind 2008 langzaamaan met het schrijven van muziek, maar schreef ondertussen ook het nummer "New Divide", dat als leadsingle van de Transformersfilm Transformers: Revenge of the Fallen soundtrack werd uitgebracht en werkte met Hans Zimmer en Steve Jablonsky aan de filmmuziek. Deze deed het goed in de Verenigde Staten, waar met een zesde plaats de hoogste notering na In the End werd gehaald, en was internationaal een van Linkin Parks best presterende singles.
In de zomer toerde de band in Europa en Azië, waar Benningtons soloproject Dead by Sunrise ook enkele optredens gaf. In januari 2010 bracht Music for Relief het compilatiealbum Download to Donate for Haïti uit, waar de donaties naar de slachtoffers van de aardbeving in Haïti gingen. Op het album stond tevens een nieuw nummer van de band, getiteld "Not Alone". Tijdens een groot gedeelte van 2009 werd ook gewerkt aan het eigen videospel 8-Bit Rebellion!, dat eind april 2010 voor onder andere de iPhone beschikbaar werd. Het gratis te spelen "Blackbirds" kwam in juni beschikbaar.

### Grenzen overschrijden (2010-2011)

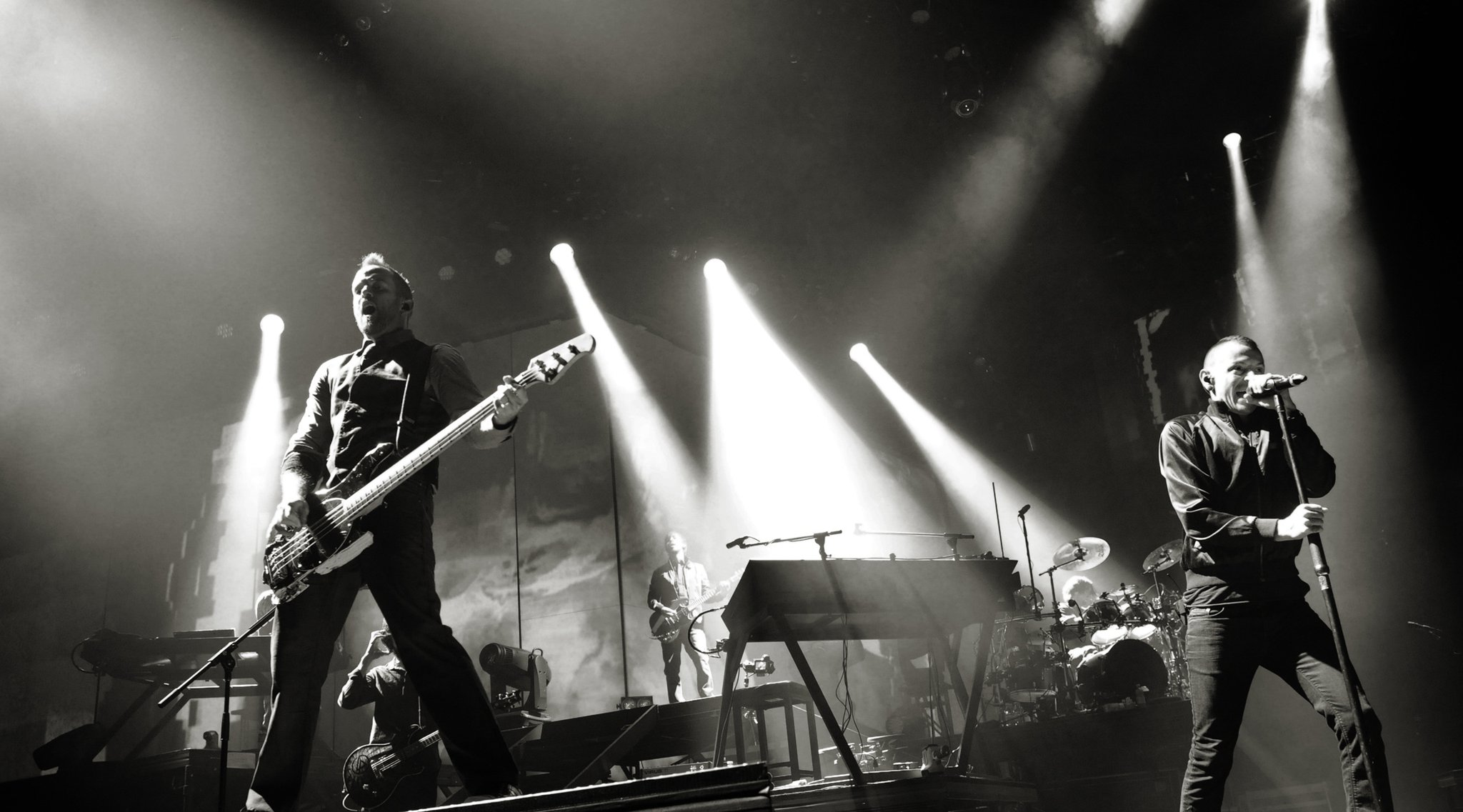
De band met Phoenix (l) en Bennington (r) tijdens een concert ter promotie van A Thousand Suns

Tijdens het toeren in 2008 begon de band met het schrijven van nieuw materiaal en het opnemen van demo's en in november van dat jaar dook de band de studio's weer in voor de opnames van het vierde studioalbum. De band noemde het album stilistisch "niets als Hybrid Theory en niets als Minutes to Midnight". Shinoda noemde enkele demo's van het album "uitdagender en experimenteler". In mei 2010 kwamen de eerste tekenen dat het album werd afgerondend en in juni verschenen persberichten waarbij een releasedatum in september werd genoemd. Op 14 september 2010 kwam het conceptalbum A Thousand Suns uit met "The Catalyst", "Waiting for the End" en "Burning in the Skies" als singles. Het album is een conceptalbum dat apocalyptische onderwerpen behandelt door de groeiende destructieve invloed van de mens door bijvoorbeeld het maken van kernwapens. Een van de redenen dat dit album een conceptalbum is, was het verlangen van de band om een album te maken dat als geheel beluisterd moest worden en niet per nummer. Stilistisch is het album net als alle andere albums een samensmelting van verschillende genres - in dit geval een van elektronische rock en alternatieve rock - en van verschillende stijlen. Zo bevat "When They Come for Me" tribaldrums, "Waiting for the End" reggaeachtige vocals, "Blackout" dancerocksynthesizergeluiden met geschreeuw van Bennington eroverheen en is "The Catalyst" een combinatie van elektronische rock, rave en techno.
Op 13 april 2011 maakte Shinoda bekend dat de vierde single "Iridescent" zou zijn en als leadsingle van de soundtrack voor de film Transformers: Dark of the Moon zou dienen. Op die manier zet de groep de lange samenwerking met Michael Bay en zijn team voort, na eerder al de themasongs geleverd te hebben voor de eerste twee films. Ter promotie van het nieuwe album toerde de band vanaf half oktober enkele wekend in Europa om direct voor twee data naar het Midden-Oosten te vliegen en in december in Australië op te treden. Halverwege januari 2011 begon het Amerikaanse deel van de A Thousand Suns Tour. In juni kwam de band terug naar Europa vanwege het festivalseizoen.

### Omarming van het verleden (2012-2013)

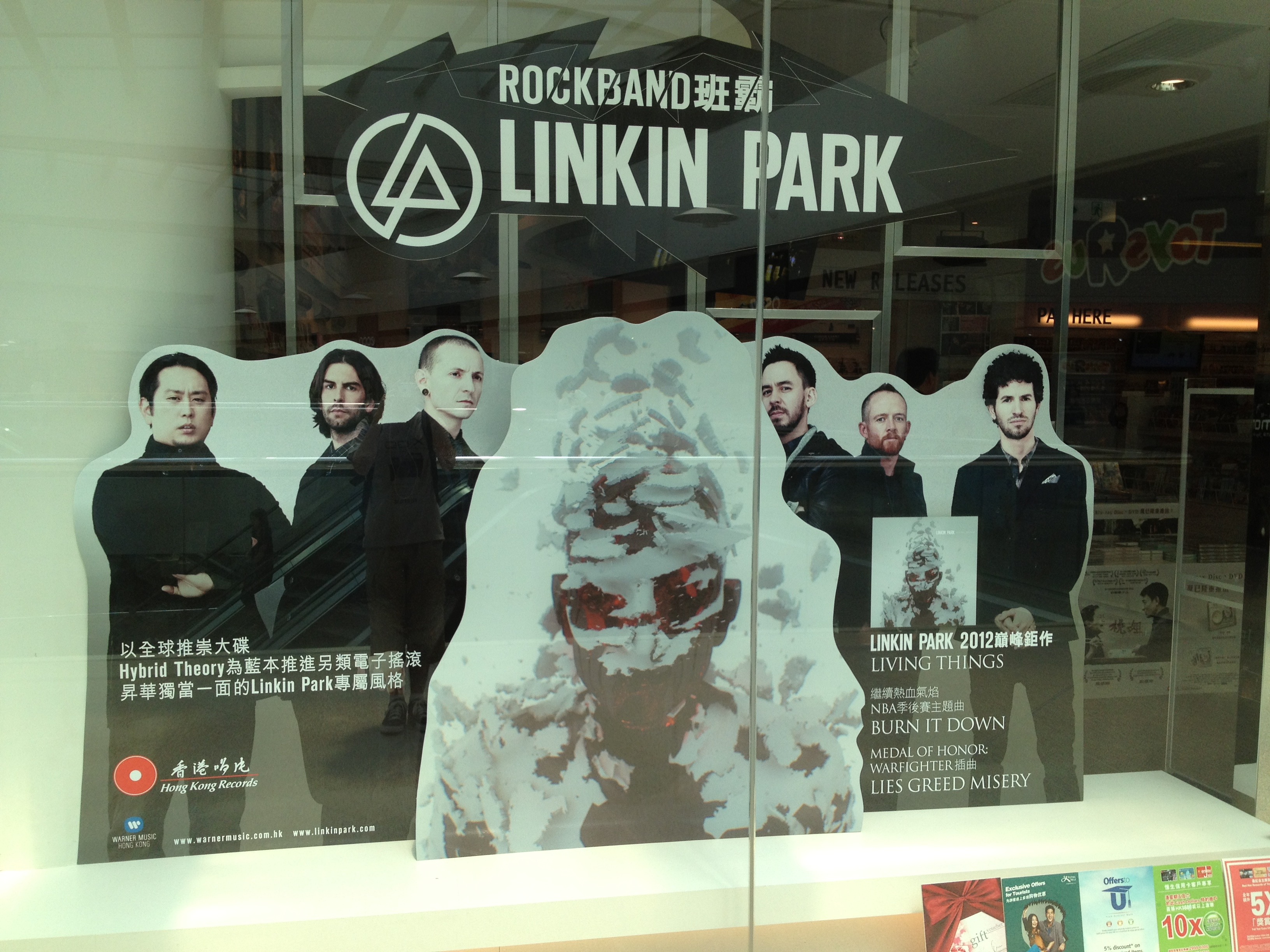
Promotie voor Living Things

In november 2011 kreeg de band door de secretaris-generaal van de Verenigde Naties, Ban Ki-moon, de Global Leadership Award uitgereikt voor het steunen van de Verenigde Naties en voor Music for Relief, waardoor fans van de band makkelijker de hulpbehoeftigen van rampen konden helpen. Ook organiseerde de band een Power the World-campagne, waarin men kon doneren voor het plaatsen van verlichting op zonne-energie in Haïti.
Op 22 juni 2012 kwam het vijfde album Living Things uit, dat opnieuw door Shinoda en Rubin werd geproduceerd. De intentie van de band was om hun nieuwe albums sneller achter elkaar uit te brengen en volgens Rubin was de band goed op weg door in juni 2011 te melden dat de band verder was dan verwacht omdat de band tijdens het toeren bleef schrijven waardoor ze aan het begin van de opnames al goede demo's hadden. Ze hielden belofte door begin 2012 meerdere malen te bevestigen dat het album in de zomer van 2012 moest uitkomen. Het album werd door de band als uptempo beschreven door de hoge mate van energie en geluiden en niet per se vanwege de aanwezigheid van elektrische gitaren. Het stilistische geluid van het album werd beschreven als een versmelting van de oude Linkin Park van Hybrid Theory en Meteora en de nieuwe Linkin Park van Minutes to Midnight en A Thousand Suns. Waar de muziek op Minutes to Midnight en vooral op A Thousand Suns zo min mogelijk op de bekende oude Linkin Park mocht lijken, was de band van mening dat deze afzet nu niet meer zo problematisch gezien werd. De hereniging met de thema's en geluiden van Hybrid Theory en Meteora ontstond om de reden dat de band zich na een lange tijd weer "op hun gemak voelen". Ook lyrisch gezien is het album persoonlijker en minder politiek bewust. Op 16 april kwam de eerste single "Burn It Down" uit, gevolgd door de promotiesingle "Lies Greed Misery", die op 24 mei zijn debuut maakte op BBC Radio 1, nadat fans op een wereldwijde zoektocht waren gestuurd waarbij het nummer de prijs was. In oktober 2012 werd de tweede single "Lost in the Echo" uitgebracht. Ter promotie van het album trad de band tijdens het Europese festivalseizoen op en deed ook Pinkpop 2012 aan. Het headlinede eveneens de Honda Civic Tour in Noord-Amerika, waar ook Incubus optrad. Dit resulteerde in een van de beste omgezette concertreeksen van de band en uit het jaar 2012. Er werden uitstapjes gemaakt in enkele Zuid-Amerikaanse landen, Zuid-Afrika en in Australië. Met EA Games ging de band de samenwerking aan om Medal of Honor: Warfighter te promoten. EA deed wat terug door de videoclip voor de bands vierde single "Castle of Glass" te filmen. Ondertussen werd in Japan "Powerless" uitgebracht. In 2013 toerde de band kort door Azië trad het tweemaal op in de Verenigde Staten.

### The Mall,RechargedenThe Hunting Party(2013-2016)
Gedurende 2013 werkte de band aan zowel de opvolger van Living Things als de soundtrack en de score voor de film The Mall, geregisseerd door Joe Hahn. Deze film was in september in postproductie en zal in 2014 uitkomen. De band bracht via Facebook ook het avontuurspel Linkin Park: Recharged, met als moraal de bewustwording van de energiebronnen die de aarde heeft en dat deze niet onuitputbaar zijn. Bij het uitspelen van het spel, kreeg de speler toegang tot een nieuw nummer van de band. "A Light that Never Comes" is een single die de band met de Amerikaanse electrohouseproducer Steve Aoki opnam. Dit nummer staat tevens met veertien andere nummers op het remixalbum Recharged, dat op 29 oktober 2013 uitkwam. Het album bestaat uit geremixte nummers afkomstig van Living Things en bevat remixes van onder andere Paul van Dyke, Rad Omen, Mike Shinoda en Rick Rubin.
Op 19 mei 2013 bevestigde Chester Bennington dat hij de nieuwe frontman van de groep Stone Temple Pilots werd. Hij combineerde deze taak met zijn verplichtingen in Linkin Park, dat zijn prioriteit zal blijven. In oktober bracht Bennington met Stone Temple Pilots de ep High Rise. 
Op 4 februari 2014 maakte Mike Shinoda op zijn website bekend dat het album ver in het opname- en productieproces zat. Het album heeft, net als de voorgaande albums, een ander geluid en komt waarschijnlijk in de zomer van 2014 uit. Hij gaf ook aan niet te kunnen wachten het album in de zomer aan het publiek te laten horen. Een maand later kwam de eerste single van dat nieuwe album uit. "Guilty All the Same", samen met rapper Rakim van Eric B. & Rakim, kenmerkt zich door een veel harder geluid dan de voorgaande singles. Dit hardere geluid staat ook centraal op het moederalbum The Hunting Party, dat op 13 juni 2014 uitkomt. Met het album wil de band het gebrek aan luidere en hardere rockmuziek in de hedendaagse rockmuziek, dat volgens hen gevuld is met indiemuziek als Vampire Weekend en Foster the People, opvullen. Op 5 mei bracht Linkin Park de tweede single uit van dat nieuwe album, genaamd "Until It's Gone". In aanloop naar het album trad de band op tijdens de Rock in Rio-, Rock am Ring- en Rock im Parkfestivallen en bracht het drie andere promotiesingles uit: "Wastelands", "Rebellion" en "Final Masquerade". Op kritisch gebied werd de wederomarming van het rockgeluid geloofd door goede recensies van onder andere Kerrang!, Metal Hammer en Rolling Stone.
In november 2015 begon de band aan het schrijven van een nieuw album.
One More Light en Benningtons overlijden (2017)
In februari 2017 verscheen een serie video’s, waarin te zien was dat Shinoda en Bennington werkten aan nieuwe muziek. Later lieten ze weten dat ze het nieuwe album op een andere manier maakten dan hun eerdere albums. Waar de band er vroeger voor koos om eerst de instrumentale delen te schrijven, alvorens de zang toe te voegen, startten ze nu met de teksten.
De eerste single, “Heavy”, kwam uit op 16 februari. Op dit nummer was voor het eerst een vrouwelijke stem, die van zangeres Kiiara, te horen. Op 19 mei 2017 kwam Linkin Park’s zevende studioalbum One More Light uit. Het album werd gekenmerkt door een popgeluid dat de band niet eerder had laten horen. Hoewel veel fans het erg konden waarderen, was er ook genoeg kritiek op het softe geluid.
Op 20 juli kwam Chester Bennington om door zelfmoord. De band bevond zich op dat moment midden in een tour, die gecanceld werd. Tijdens een concert ter ere aan hem op 27 oktober kwamen de bandleden voor de tot nu toe laatste keer bijeen in de Hollywood Bowl.

### De terugkeer naar muziek enFrom Zero(2020-heden)
Op 28 april 2020 maakte bassist Dave Farell bekend dat ze aan het werken waren aan nieuwe muziek. Op 13 augustus bracht de band "She Couldn't" uit, een nummer dat origineel in 1999 was opgenomen.
Toen op 29 oktober 2021 aan Mike Shinoda werd gevraagd of ze weer liveshows gingen spelen, reageerde hij "Now is not the time [for the band’s return]. We don’t have the focus on it. We don’t have the math worked out. And I don’t mean that by financially math, I mean that like emotional and creative math".
In februari 2023 brachten ze de single Lost uit, een niet eerder uitgebrachte track met de stem van Chester Bennington, afkomstig van de jubileumeditie van het album Meteora.
Op 6 september 2024 maakte de band tijdens een livestream bekend dat Emily Armstrong de nieuwe co-vocalist zou worden en Colin Brittain de rol van Rob Bourdon als drummer op zich zou gaan nemen, omdat de laatstgenoemde de band heeft verlaten. Ook werd de nieuwe single "The Emptiness Machine" voor het eerst live ten gehore gebracht en een nieuw album, From Zero, en een wereldtournee aangekondigd. De tweede single van het album, "Heavy Is the Crown", was op 24 september 2024 uitgebracht.
Daarna volgden de singles ''Over Each Other'' en ''Two Faced'' en kwam het album uit op 15 november 2024. In 2025 begon de band aan de From Zero Worldtour, maar dit keer zonder gitarist Brad Delson. Uit interviews bleek dat Delson nooit echt van het touring hield en liever in de studio werkt. Daarom is hij dus ook vervangen door de gitarist Alex Feder. Tijdens de tour kwamen één voor één de drie nieuwe nummers van de From Zero Deluxe Edition uit met als single ''Up From The Bottom''.

## Nevenprojecten

### Fort Minor

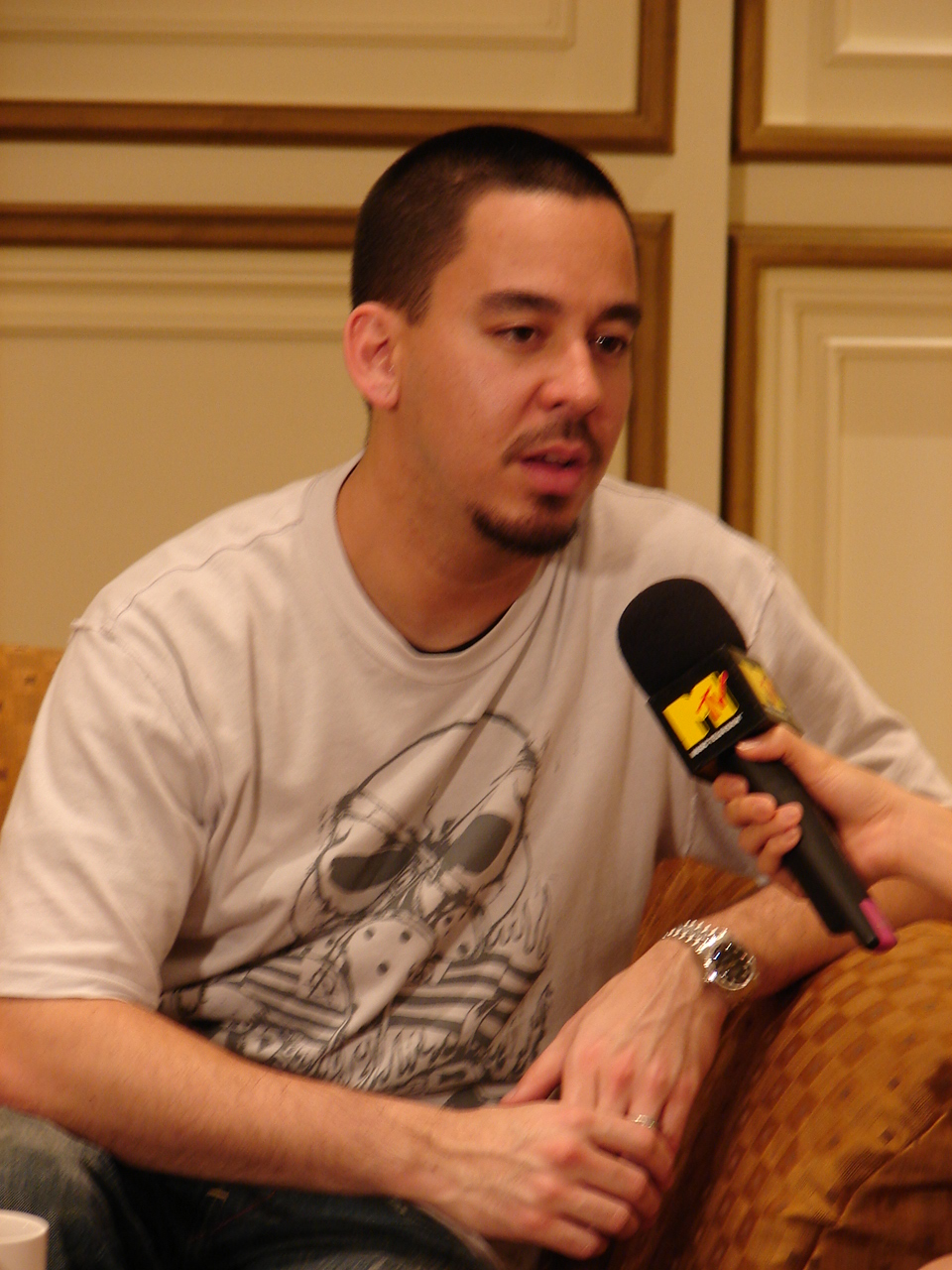
MTV Thailand interviewt Mike Shinoda in 2006

In 2005 kwam Mike Shinoda op het idee om een soloalbum te maken met zijn vrienden met, in tegenstelling tot Linkin Park, de nadruk op hiphop. In een interview met een Engelse radiozender geeft Mike Shinoda aan dat hij al langer met het idee liep. Bij Linkin Park was het vooral de rockkant die heerste, waardoor hij zich minder op hiphop kon richten. Met het sideproject keerde Shinoda terug naar zijn muzikale roots.
Shinoda en zijn vrienden gaan onder de naam Fort Minor en zijn debuutalbum heet The Rising Tied. Pukkelpop en Lowlands waren de eerste live optredens van Fort Minor. "Petrified" kwam uit als debuutsingle in de Verenigde Staten en in Eurazië het meer melodieuze "Believe Me". Fort Minor kreeg bekendheid door de hitsingle "Where'd You Go", waaraan ook Holly Brook en Jonah Matranga meedoen. De stijl van Shinoda en zijn vrienden kenmerkt zich door de vele samples (van piano tot strijkorkesten) en zang van Shinoda zelf.

### Dead by Sunrise
Ook zanger Chester Bennington was bezig met een soloproject en werkte hierop samen met Julien-K en producer Howard Benson. Het album van het project, Out of Ashes kwam in de herfst van 2009 uit en had "Crawl Back In" als leadsingle. Andere singles waren "Let Down", "Fire" en "Inside of Me". Stilistisch en thematisch is het album donkerder en negatiever dan Linkin Park en onderwerpt het persoonlijke ervaringen van Bennington, waaronder drugsverslavingen en eindes van relaties. Als onderdeel van hun Europese tour traden zij in februari 2010 op in de Melkweg.

## Linkin Park Underground
In november 2001, na het grote succes met "In the End", kwam een vriendin van de band met het idee een fanclub te starten. Zo ontstond de Linkin Park Underground. Door elk jaar een bedrag te betalen wordt men lid en krijgt men een pakket met een T-shirt, een cd en wat goodies zoals stickers en posters. Bovendien krijgt men een LPU-e-mailadres dat je zelf kunt kiezen en korting op Linkin Park Merchandise. Als lid van de Linkin Park Underground maakt men kans op meet & greets met de band.
Elk jaar komt er een nieuwe editie van de Linkin Park Underground, met een nieuwe website, nieuwe goodies en een nieuwe cd. Aan het begin van de Underground bracht de band vooral B-kanten en remixen uit. In de latere ep's zaten er meer live-tracks op, waarbij de vijfde editie en de zevende editie volledig uit livenummers bestonden. Dit tot onvrede van de fans. De band beloofde een achtste editie zonder livenummers. De cd bestond uiteindelijk uit "cookies", korte humoristische nummers die tijdens het opnemen van albums worden opgenomen. De negende editie bestond uit seeds (demo's) van nummers en een nieuw nummer dat tijdens het opnemen van Minutes to Midnight is opgenomen.
Midden 2010 werd een herstructurering bekendgemaakt door de vele kritieken op de lage exclusiviteitsgraad van de club. De jaarlijkse ep moest speciaal gekocht worden op een alleen voor leden beschikbare webstore. Nieuwe leden kregen een nieuw nummer, een demo uit 2008, en ook werd bekend dat de ep uit 2010 opnieuw uit demo's zou bestaan. Ook de elfde editie en twaalfde editie bestond uit demo's.

## Stijl

### Muzikaal
De stijl van de twee albums Hybrid Theory en Meteora wordt beschreven als met elektronica beïnvloede nu metal. De albums bevatten invloeden uit zowel het nu-metalgenre als de raprock. Ook worden er elementen uit de hiphop en de alternatieve rock gebruikt. Daarnaast wordt er ook gebruikgemaakt van muziekprogrammering en synthesizers. Reanimation, het remixalbum, is een uitzondering door het scala artiesten uit de rapscene die meewerkten en het album een hiphopuitstraling gaven, hoewel de rockelementen nog steeds duidelijk aanwezig waren. Na de eerste plaat gebruikte de band meer elektronica-effecten, dat op Meteora goed te horen is. Dit album is een mengsel van het nu-metal geluid, rapcore en een aantal nieuwe effecten waaronder de Shakuhachi (een Japanse fluit uit bamboe) en verschillende andere instrumenten. Het nummer dat totaal anders klonk was "Breaking the Habit", een nummer zonder de vocals van Shinoda, zonder gitaardistortie en met accenten op de bas, de drums en de synthesizer.
In het opnameproces van Minutes to Midnight besefte de band dat "het makkelijk was voor ons het na te doen en het makkelijk was voor anderen het na te doen" en probeerde het grenzen te verleggen omdat het geen derde Hybrid Theory wilde maken. Ze experimenteerden met verschillende geluiden en instrumenten en maakten een album met een diversiteit aan muziekstijlen, waaronder alternatieve metal en skarock. Het album kan echter gezien worden als een in de alternatieve-rockgenre. Shinoda rapt op slechts twee nummers en het is bovendien het eerste album dat gitaarsolo's bevat. De nieuwe richting en afwijzing van de rapcore/numetal-stijl ging verder op A Thousand Suns, dat het eerste conceptalbum was dat de band schreef. Het experimentele album is gedoopt in een dikke laag elektronica en bevat weinig gitaardistortie. Alleen afsluiter The Messenger bevatte geen elektronische geluiden omdat het in contrast staat met de rest van het album. Op Living Things wilde de band de muzikale stijlen van de eerste twee albums en de laatste twee combineren, wat resulteerde in een album wat qua dynamiek en gitaargebruik meer weg had van Hybrid Theory en Meteora met een alternatieve-rockgeluid van Minutes to Midnight en elektronische invloeden afkomstig van A Thousand Suns
De band werkt bij het maken van nummers met Pro Tools en maakte ter promotie van een nieuwe editie een door postrock beïnvloed nummer getiteld "Lockjaw". In het nummer "New Divide" ging de band verder met de elektronica (vooral op de brug) en maakte een nummer uit het synthrockgenre.
Verder heeft de band veel samengewerkt. Naast de artiesten op Reanimation (Black Thought, Jonathan Davis, Aaron Lewis) sloeg de band de handen ineen met rappers Jay-Z en Busta Rhymes, waarbij de tracks het typische raprockgeluid kregen.

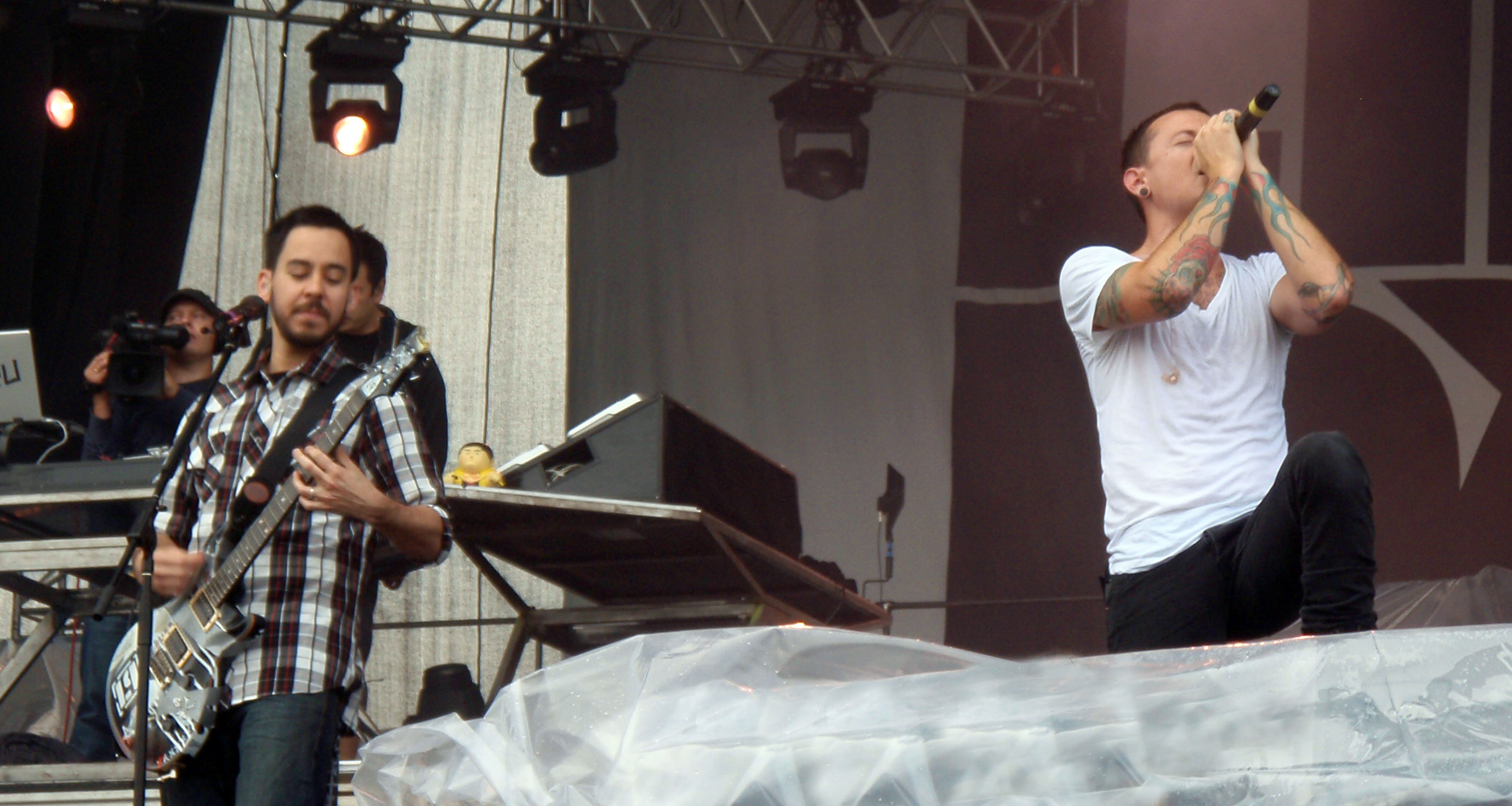
De nummers van Linkin Park bestaan meestal uit vocale samenwerkingen van Shinoda (links) en Bennington (rechts)

### Vocalisten
Linkin Parks gebruik van twee verschillende vocalisten is een groot gedeelte van hun muziek geworden. Bennington stond bekend om zijn gegrom en geschreeuw zoals dat wordt gedaan in de metalwereld, terwijl hij ook vaak melodisch zong. Shinoda is de mc van de band en neemt de raps voor zijn rekening. Daarnaast doet hij ook de achtergrondzang tijdens concerten en op albums. Op de eerste twee albums bestaan de nummers vooral uit hetzij de wisselwerking tussen de rappende coupletten van Shinoda en de gezongen refreinen en brug van Bennington ("In the End", Somewhere I Belong), hetzij een bijna volledig door Bennington gezongen nummer met Shinoda's rapvocals in de pre-chorus of de brug ("One Step Closer", "Numb"). Minutes to Midnight was een keerpunt, waarop veel nummers alleen uit de zang van Bennington bestond (zonder vocale input van Shinoda; "What I've Done", "Shadow of the Day") en er slechts op drie nummers gegrunt wordt (onder andere op "Given Up"). Daarentegen heeft Shinoda de leadzang op twee tracks ("In Between" en "No Roads Left") en rapt hij op twee nummers ("Bleed it Out" en "Hands Held High"). Op A Thousand Suns en Living Things kwam Shinoda als zanger nog meer op de voorgrond door ingezongen coupletten terwijl Bennington de refreinen en brug voor zijn rekening nam, in contrast met Hybrid Theory. Voorbeelden hiervan zijn "Burning in the Skies" en "Iridescent"). Ook wordt er vaker samen gezongen. Dit is te horen op "Castle of Glass", "Roads Untraveled" en "Robot Boy". Bennington staat volgens Hit Paraders op de 46ste plaats in de top honderd heavymetalzangers terwijl Shinoda de 72e positie bezit.

### Thema's
De lyrische thema's die de band gebruikt gaan op de eerste twee albums meestal over (universele) gevoelens, conflicten in relaties, innerlijke problemen en bepaalde gebeurtenissen uit de levens van de bandleden, wat muzikaal agressief geuit werd. Op het album Minutes to Midnight begaf de band zich op het politieke vlak: in het nummer "Hands Held High" levert Shinoda kritiek op de Irakoorlog en op het slotnummer "The Little Things Give You Away" wordt verwezen naar het laat te hulp schieten van president Bush na orkaan Katrina. A Thousand Suns was een politiek conceptalbum dat de ondergang van de mensheid door technologische ontwikkelingen in combinatie met oorlogsgerelateerde zaken als de atoombom. Het hint naar sociale problemen en het samensmelten van technologie met menselijke ideeën. Living Things was weer een terugkeer naar de persoonlijke kwesties die de band ook op haar eerste twee albums beschreef. Dit verklaart ook de titel.
De band stond bekend om het feit dat zij geen vloekwoorden gebruikten, terwijl dat wel bij de meeste nu-metalbands het geval was. Op het derde en vierde album vond de band het gebruik van deze woorden, hoewel op een minimale manier, een manier om enkele gevoelens beter tot expressie te brengen. De ep Hybrid Theory bevatte daarentegen ook gevloek, maar dit album is nooit major uitgebracht.

## Kritiek

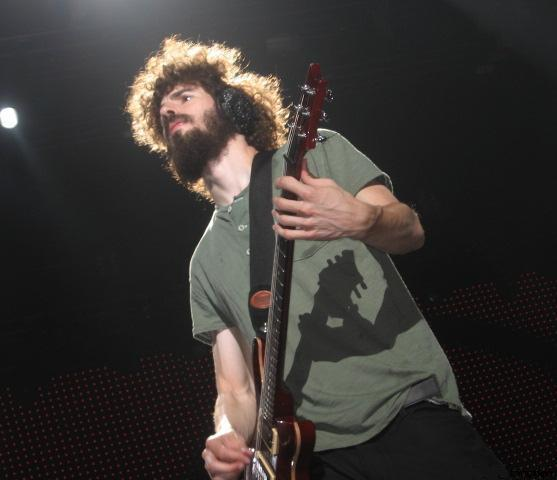
Gitarist Brad Delson werd bekritiseerd omdat hij op de eerste twee albums niet soleerde. Op het derde album deed hij dit wel

Het eerste album Hybrid Theory kreeg positieve kritieken vanwege zijn stijl. Opvolger Meteora ging door met die stijl, waardoor het een kopie leek van het debuut van de band. Vooral de structuur van twee rapcoupletten, met na elk couplet een zangrefrein gevolgd door een zangbrug en opnieuw het refrein werd bekritiseerd. Verder kreeg de band kritiek vanuit de metalwereld voor hun popversie van het nu-metalgeluid en het brengen van dit genre in de mainstream.
Minutes to Midnight werd bekritiseerd vanwege het feit dat het minder stevig was dan de vorige albums. Aan de andere kant wordt de verscheidenheid aan stijlen weer geprezen. Critici merkten de gelijkenissen op, qua beat en tempo, tussen de single "Shadow of the Day" en U2's "With or Without You". A Thousand Suns werd bekritiseerd doordat het niet als een rockalbum voelde gezien het gebrek aan gitaardistortie. Toch werd het door anderen vergeleken met Radiohead's Kid A en Pink Floyd's Dark Side of the Moon. Ook werd de band geprezen voor het creëren van hun eigen geluid.

## Leden

### Huidige leden
- Mike Shinoda – zang, rap, slaggitaar, keyboard (1996–2017, 2023–heden)
- Brad Delson – leadgitaar, achtergrondzang (1996–2017, 2023–heden; inactief op tournees sinds 2024)
- Joe Hahn – draaitafels, samples, programmeren, achtergrondzang (1996–2017, 2023–heden)
- Dave "Phoenix" Farrell – basgitaar, achtergrondzang (1996–1999, 2000–2017, 2023–heden)
- Emily Armstrong – zang (2023–heden)
- Colin Brittain – drums (2023–heden)

### Voormalige leden
- Chester Bennington – zang (1999–2017; overleden in 2017)
- Rob Bourdon – drums (1996–2017)
- Mark Wakefield – zang (1996–1999)
- Kyle Christner – basgitaar, achtergrondzang (1999–2000)
- Scott Koziol – basgitaar, achtergrondzang (2000)

## Videografie
- Frat Party at the Pankake Festival (2001)
- Reanimation (dvd-audio) (2002)
- Live in Texas (2003)
- Collision Course (2004)
- Minutes to Midnight (Limited Release) (2007)
- Road to Revolution: Live at Milton Keynes (2008)
- A Thousand Suns+ (2011)

## Instrumenten
- Gitaren
  - Ibanez RG (meerdere)
    - Ibanez RG7620
    - Ibanez RG470XL

  - Ibanez GRG370DX
  - Fender Jaguar
  - Ibanez RG120
  - Fender Rory Gallagher Tribute Stratocaster
  - Fender Vintage 1950's Stratocaster
  - Fender Telecaster
  - Fender Stratocaster (meerdere)
  - Gibson Les Paul Custom
  - Gibson SG

- - Gibson J45
  - Hamer Vector
  - Ibanez RGT3120
  - PRS CE 24
  - PRS Custom Series 24
  - PRS NF3
  - PRS Singlecut
  - PRS Standard Series 24
  - PRS Tim Mahoney SE
  - Taurus Sportster
  - Ibanez RGT3120

- Software
  - Pro-Tools
  - Logic
  - Native Instruments Machine
  - Native Instruments Contact
  - Open Labs

## Discografie

### Albums
| Album met eventuele hitnotering(en) in de Nederlandse Album Top 100 | Datum van verschijnen | Datum van binnenkomst | Hoogste positie | Aantal weken | Opmerkingen                                                   |
| ------------------------------------------------------------------- | --------------------- | --------------------- | --------------- | ------------ | ------------------------------------------------------------- |
| Hybrid Theory                                                       | 24-10-2000            | 03-03-2001            | 13              | 83           | Platina Debuutalbum                                           |
| Reanimation                                                         | 30-07-2002            | 10-08-2002            | 4               | 18           | Goud Remixalbum                                               |
| Meteora                                                             | 25-03-2003            | 29-03-2003            | 2               | 44           | Goud                                                          |
| Live in Texas                                                       | 18-11-2003            | 29-11-2003            | 43              | 19           | Livealbum                                                     |
| Minutes to Midnight                                                 | 14-05-2007            | 19-05-2007            | 2               | 22           | Goud                                                          |
| Road to Revolution: Live at Milton Keynes                           | 21-11-2008            | 29-11-2008            | 54              | 10           | Livealbum                                                     |
| Songs from the Underground                                          | 31-07-2009            | -                     | -               | -            | Verzamelalbum                                                 |
| A Thousand Suns                                                     | 14-09-2010            | 18-09-2010            | 7               | 13           | Conceptalbum                                                  |
| Living Things                                                       | 19-06-2012            | 30-06-2012            | 1(1wk)          | 14           |                                                               |
| Recharged                                                           | 29-10-2013            | 02-11-2013            | 34              | 2            | Remixalbum                                                    |
| The Hunting Party                                                   | 13-06-2014            | 21-06-2014            | 8               | 16           |                                                               |
| One More Light                                                      | 19-05-2017            | 27-05-2017            | 5               | 29           |                                                               |
| One More Light Live                                                 | 15-12-2017            | 23-12-2017            | 10              | 3            | Livealbum Laatste album met Chester Bennington en Rob Bourdon |
| Papercuts                                                           | 12-04-2024            | 20-04-2024            | 13              | 1            | Verzamelalbum                                                 |
| From Zero                                                           | 15-11-2024            | -                     | -               | -            | Eerste album met Emily Armstrong en Colin Brittain            |

| Album met hitnotering(en) in de Vlaamse Ultratop 200 albums | Datum van verschijnen | Datum van binnenkomst | Hoogste positie | Aantal weken | Opmerkingen                                        |
| ----------------------------------------------------------- | --------------------- | --------------------- | --------------- | ------------ | -------------------------------------------------- |
| Hybrid Theory                                               | 2000                  | 17-03-2001            | 3               | 398*         | 2× Platina                                         |
| Reanimation                                                 | 2002                  | 10-08-2002            | 12              | 8            |                                                    |
| Meteora                                                     | 2003                  | 05-04-2003            | 1(2wk)          | 163*         | Goud                                               |
| Live in Texas                                               | 2003                  | 06-12-2003            | 25              | 15           | Livealbum                                          |
| Collision Course                                            | 2004                  | 11-12-2004            | 19              | 25           | met Jay-Z                                          |
| Minutes to Midnight                                         | 2007                  | 19-05-2007            | 2               | 55*          | Goud                                               |
| Road to Revolution: Live at Milton Keynes                   | 2008                  | 29-11-2008            | 47              | 12           |                                                    |
| A Thousand Suns                                             | 2010                  | 18-09-2010            | 2               | 42           |                                                    |
| Living Things                                               | 2012                  | 30-06-2012            | 4               | 30           |                                                    |
| Recharged                                                   | 2013                  | 02-11-2013            | 28              | 12           |                                                    |
| The Hunting Party                                           | 2014                  | 21-06-2014            | 3               | 39           |                                                    |
| One More Light                                              | 2017                  | 27-05-2017            | 1(1wk)          | 28           |                                                    |
| From Zero                                                   | 15-11-2024            | 23-11-2024            | 1 (1wk)         | 19*          | Eerste album met Emily Armstrong en Colin Brittain |

### Singles
| Single(s) met eventuele hitnoteringen in de Nederlandse Top 40 | Datum van verschijnen | Datum van binnenkomst | Hoogste positie | Aantal weken | Opmerkingen                                          | Album                                     |
| -------------------------------------------------------------- | --------------------- | --------------------- | --------------- | ------------ | ---------------------------------------------------- | ----------------------------------------- |
| One Step Closer                                                | 28-09-2000            | 03-03-2001            | tip3            | -            | Nr. 57 in de Single Top 100                          | Hybrid Theory                             |
| Papercut                                                       | 28-08-2001            | -                     |                 |              | Nr. 39 in de Single Top 100                          | Hybrid Theory                             |
| In the End                                                     | 24-09-2001            | 24-11-2001            | 5               | 19           | Nr. 11 in de Single Top 100                          | Hybrid Theory                             |
| Crawling                                                       | 28-04-2002            | 30-03-2002            | tip5            | -            | Nr. 45 in de Single Top 100                          | Hybrid Theory                             |
| Pts.OF.Athrty                                                  | 19-07-2003            | 20-07-2002            | tip12           | -            | Nr. 54 in de Single Top 100                          | Reanimation                               |
| Somewhere I Belong                                             | 25-02-2003            | 22-03-2003            | 16              | 6            | Nr. 14 in de Single Top 100                          | Meteora                                   |
| Faint                                                          | 10-06-2003            | 05-07-2003            | 40              | 2            | Nr. 20 in de Single Top 100                          | Meteora                                   |
| Numb                                                           | 19-09-2003            | 30-08-2003            | tip13           | -            | Nr. 82 in de Single Top 100                          | Meteora                                   |
| From the Inside                                                | 21-01-2004            | -                     |                 |              |                                                      | Meteora                                   |
| Lying from You                                                 | 2004                  | -                     |                 |              |                                                      | Meteora                                   |
| Breaking the Habit                                             | 21-05-2004            | 03-07-2004            | 19              | 9            | Nr. 41 in de Single Top 100                          | Meteora                                   |
| Numb/Encore                                                    | 03-12-2004            | 11-12-2004            | 5               | 16           | met Jay-Z / Nr. 5 in de Single Top 100 / Alarmschijf | Collision Course                          |
| What I've Done                                                 | 02-04-2007            | 05-05-2007            | 26              | 7            | Nr. 28 in de Single Top 100                          | Minutes to Midnight                       |
| Bleed It Out                                                   | 10-08-2007            | 11-08-2007            | tip11           | -            | Nr. 79 in de Single Top 100                          | Minutes to Midnight                       |
| Shadow of the Day                                              | 23-11-2007            | 08-12-2007            | tip10           | -            |                                                      | Minutes to Midnight                       |
| Given Up                                                       | 28-03-2008            | -                     |                 |              |                                                      | Minutes to Midnight                       |
| We Made It                                                     | 27-06-2008            | -                     |                 |              | met Busta Rhymes                                     | -                                         |
| Leave Out All the Rest                                         | 07-07-2008            | 14-06-2008            | tip5            | -            |                                                      | Minutes to Midnight                       |
| Leave Out All the Rest (Live)                                  | 03-11-2008            | -                     |                 |              |                                                      | Road to Revolution: Live at Milton Keynes |
| New Divide                                                     | 18-05-2009            | 20-06-2009            | 23              | 8            | Nr. 68 in de Single Top 100 / Alarmschijf            | Transformers: Revenge of the Fallen OST   |
| The Catalyst                                                   | 02-08-2010            | 14-08-2010            | tip17           | -            | Nr. 95 in de Single Top 100                          | A Thousand Suns                           |
| Waiting for the End                                            | 29-10-2010            | -                     |                 |              |                                                      | A Thousand Suns                           |
| Burning in the Skies                                           | 21-03-2011            | -                     |                 |              |                                                      | A Thousand Suns                           |
| Iridescent                                                     | 17-05-2011            | -                     |                 |              |                                                      | A Thousand Suns                           |
| Burn It Down                                                   | 16-04-2012            | 28-04-2012            | tip12           | -            | Nr. 60 in de Single Top 100                          | Living Things                             |
| Lost in the Echo                                               | 17-07-2012            | -                     |                 |              |                                                      | Living Things                             |
| Powerless                                                      | 31-10-2012            | -                     |                 |              |                                                      | Living Things                             |
| Castle of Glass                                                | 01-02-2013            | -                     |                 |              |                                                      | Living Things                             |
| A Light that Never Comes                                       | 09-2013               | -                     |                 |              | met Steve Aoki                                       | Recharged                                 |
| Guilty All the Same                                            | 06-03-2014            |                       |                 |              | met Rakim                                            | The Hunting Party                         |
| Until It's Gone                                                | 05-05-2014            | -                     |                 |              |                                                      | The Hunting Party                         |
| Wastelands                                                     | 02-06-2014            | -                     |                 |              |                                                      | The Hunting Party                         |
| Rebellion                                                      | 04-06-2014            | -                     |                 |              | met Daron Malakian                                   | The Hunting Party                         |
| Final Masquerade                                               | 09-06-2014            | -                     |                 |              |                                                      | The Hunting Party                         |
| Heavy                                                          | 16-02-2017            | -                     |                 |              | met Kiiara / Nr. 100 in de Single Top 100            | One More Light                            |
| Lost                                                           | 10-02-2023            | 37                    | 6               |              |                                                      |                                           |

| Single(s) met eventuele hitnoteringen in de Vlaamse Ultratop 50 | Datum van verschijnen | Datum van binnenkomst | Hoogste positie | Aantal weken | Opmerkingen | Album                                   |
| --------------------------------------------------------------- | --------------------- | --------------------- | --------------- | ------------ | ----------- | --------------------------------------- |
| In the End                                                      | 2001                  | 01-12-2001            | 12              | 19           |             | Hybrid Theory                           |
| Crawling                                                        | 2001                  | 30-06-2001            | 25              | 16           |             | Hybrid Theory                           |
| Somewhere I Belong                                              | 2003                  | 05-04-2003            | 33              | 7            |             | Meteora                                 |
| Faint                                                           | 2003                  | 05-07-2003            | 44              | 2            |             | Meteora                                 |
| Numb                                                            | 2003                  | 04-10-2003            | 48              | 1            |             | Meteora                                 |
| Numb/Encore                                                     | 2004                  | 18-12-2004            | 7               | 19           | met Jay-Z   | Collision Course                        |
| What I've Done                                                  | 2007                  | 05-05-2007            | 26              | 12           |             | Minutes to Midnight                     |
| Bleed It Out                                                    | 2007                  | 18-08-2007            | tip22           | -            |             | Minutes to Midnight                     |
| Shadow of the Day                                               | 2007                  | 17-11-2007            | tip2            | -            |             | Minutes to Midnight                     |
| New Divide                                                      | 2009                  | 23-05-2009            | tip1            | -            |             | Transformers: Revenge of the Fallen OST |
| The Catalyst                                                    | 2010                  | 18-09-2010            | tip6            | -            |             | A Thousand Suns                         |
| Waiting for the End                                             | 2010                  | 06-11-2010            | tip20           | -            |             | A Thousand Suns                         |
| Burn It Down                                                    | 2012                  | 21-04-2012            | tip6            | -            |             | Living Things                           |
| Lost in the Echo                                                | 2012                  | 15-09-2012            | tip83           | -            |             | Living Things                           |
| Until It's Gone                                                 | 05-05-2014            | 26-07-2014            | tip84           | -            |             | The Hunting Party                       |
| Final Masquerade                                                | 19-09-2014            | 16-08-2014            | tip44           | -            |             | The Hunting Party                       |
| Heavy                                                           | 17-02-2017            | 25-02-2017            | tip4            | -            | met Kiiara  | One More Light                          |
| The Emptiness Machine                                           | 05-09-2024            | 14-09-2024            | 14              | 11           |             | From Zero                               |
| Heavy Is The Crown                                              | 24-09-2024            | 05-10-2024            | 41              | 3            |             | From Zero                               |
| Two Faced                                                       | 18-11-2024            | 24-11-2024            | 49              | 1            |             | From Zero                               |
| Up from the Bottom                                              | 01-04-2025            | 06-04-2025            | 45              | 1*           |             | From Zero                               |

### NPO Radio 2 Top 2000
| Nummers met noteringen in de NPO Radio 2 Top 2000 | '12  | '13 | '14 | '15 | '16 | '17  | '18 | '19 | '20 | '21 | '22  | '23  | '24 |
| ------------------------------------------------- | ---- | --- | --- | --- | --- | ---- | --- | --- | --- | --- | ---- | ---- | --- |
| Breaking the Habit                                | -    | -   | 704 | 578 | 882 | 398  | 483 | 569 | 622 | 533 | 504  | 533  | 450 |
| In the End                                        | 1100 | 612 | 189 | 144 | 157 | 40   | 47  | 52  | 49  | 46  | 43   | 44   | 28  |
| Numb                                              | -    | -   | -   | -   | -   | 1402 | 221 | 249 | 254 | 242 | 219  | 207  | 178 |
| Numb/Encore (met Jay-Z)                           | -    | -   | -   | 631 | 772 | 405  | 497 | 590 | 620 | 580 | 586  | 611  | 492 |
| One More Light                                    | ×    | ×   | ×   | ×   | ×   | 1247 | 653 | 705 | 719 | 723 | 688  | 684  | 542 |
| One Step Closer                                   | -    | -   | -   | -   | -   | -    | -   | -   | -   | -   | -    | -    | 899 |
| The Emptiness Machine                             | ×    | ×   | ×   | ×   | ×   | ×    | ×   | ×   | ×   | ×   | ×    | ×    | 498 |
| What I've Done                                    | -    | -   | -   | -   | -   | -    | -   | -   | -   | -   | 1213 | 1067 | 910 |

1. ↑  Een '-' betekent dat het nummer niet was genoteerd, een '×' betekent dat het nummer nog niet was uitgebracht en een vetgedrukt getal geeft de hoogste notering van een nummer aan.
2. ↑  2012 was het eerste jaar met een notering voor Linkin Park.

### De Zwaarste Lijst
| Nummer                | 2009* | 2010* | 2011* | 2012* | 2013 | 2014 | 2015 | 2016 | 2017 | 2018 | 2019 | 2020 | 2021 | 2022 | 2023 | 2024 | 2025 |
| --------------------- | ----- | ----- | ----- | ----- | ---- | ---- | ---- | ---- | ---- | ---- | ---- | ---- | ---- | ---- | ---- | ---- | ---- |
| Crawling              | -     | -     | -     | -     | -    | -    | -    | -    | -    | 38   | 47   | 47   | -    | 65   | 43   | 43   | 61   |
| In The End            | -     | -     | -     | -     | -    | -    | -    | -    | -    | -    | 53   | 33   | 45   | 43   | 40   | 42   | 25   |
| The Emptiness Machine | -     | -     | -     | -     | -    | -    | -    | -    | -    | -    | -    | -    | -    | -    | -    | -    | 33   |

- Tot 2012 had de Zwaarste Lijst 70 plaatsen. Dit werd vanaf 2013 verminderd tot 66. In 2021 en 2022 bevatte de lijst 666 plaatsen.

### Dvd's
| Dvd's met hitnoteringen in de Nederlandse Music Top 30 | Datum van verschijnen | Datum van binnenkomst | Hoogste positie | Aantal weken | Opmerkingen |
| ------------------------------------------------------ | --------------------- | --------------------- | --------------- | ------------ | ----------- |
| Shadow of the day - Live 2010                          | 2017                  | 05-08-2017            | 23              | 1            |             |

## Nominaties en prijzen

### Nominaties
De belangrijkste nominaties:
| Jaar | Categorie                             | Genomineerde werk                                            | Prijs                        |
| ---- | ------------------------------------- | ------------------------------------------------------------ | ---------------------------- |
| 2001 | Best Direction in a Video             | Crawling                                                     | MTV Video Music Awards       |
| 2001 | Best Rock Video                       | Crawling                                                     | MTV Video Music Awards       |
| 2002 | Video of the Year                     | In the End                                                   | MTV Video Music Awards       |
| 2002 | Best Group Video                      | In the End                                                   | MTV Video Music Awards       |
| 2002 | Best Rock Album                       | Hybrid Theory                                                | Grammy Awards                |
| 2003 | Best Rock Instrumental Performance    | Session                                                      | Grammy Awards                |
| 2003 | Favorite Alternative Artist           | Linkin Park                                                  | American Music Awards        |
| 2003 | Favorite Pop/Rock Band, Duo, or Group | Linkin Park                                                  | American Music Awards        |
| 2007 | Editing in a Video                    | Igor Kovalik voor What I've Done                             | MTV Video Music Awards       |
| 2007 | Best Director                         | Joe Hahn voor What I've Done                                 | MTV Video Music Awards       |
| 2007 | Best Group                            | Linkin Park                                                  | MTV Video Music Awards       |
| 2007 | Favorite Pop/Rock Band, Duo, or Group | Linkin Park                                                  | American Music Awards        |
| 2007 | Favorite album                        | Minutes to Midnight                                          | American Music Awards        |
| 2008 | Best Direction in a Video             | Joe Hahn voor Shadow of the Day                              | MTV Video Music Awards       |
| 2008 | Best Special Effects in a Video       | Bleed It Out                                                 | MTV Video Music Awards       |
| 2010 | Best Hard Rock Performance            | What I've Done ( Road to Revolution: Live at Milton Keynes ) | Grammy Awards                |
| 2010 | Best Rock                             | Linkin Park                                                  | MTV Europe Music Awards      |
| 2011 | Best World Stage Performance          | Linkin Park                                                  | MTV Europe Music Awards      |
| 2011 | Best Special Effects                  | Waiting for the End                                          | MTV Video Music Awards       |
| 2011 | Album of the Year                     | A Thousand Suns                                              | MTV Video Music Awards Japan |
| 2011 | Best Group Video                      | The Catalyst                                                 | MTV Video Music Awards Japan |
| 2011 | Best Rock Video                       | The Catalyst                                                 | MTV Video Music Awards Japan |
| 2011 | Top Duo/Group                         | Linkin Park                                                  | Billboard Music Awards       |
| 2011 | Top Rock Artist                       | Linkin Park                                                  | Billboard Music Awards       |
| 2011 | Top Alternative Artist                | Linkin Park                                                  | Billboard Music Awards       |
| 2011 | Best Rock Album                       | A Thousand Suns                                              | Billboard Music Awards       |
| 2011 | Top Alternative Album                 | A Thousand Suns                                              | Billboard Music Awards       |
| 2011 | Top Alternative Song                  | Waiting for the End                                          | Billboard Music Awards       |

### Prijzen
De belangrijkste gewonnen prijzen:
| Jaar | Categorie                              | Genomineerde werk  | Prijs                   |
| ---- | -------------------------------------- | ------------------ | ----------------------- |
| 2002 | Best Hard Rock Performance             | Crawling           | Grammy Awards           |
| 2002 | Best Rock Video                        | In the End         | MTV Video Music Awards  |
| 2002 | Beste Internationale Rockgroep         | Linkin Park        | TMF Awards              |
| 2003 | Best Rock Video                        | Somewhere I Belong | MTV Video Music Awards  |
| 2003 | Viewer's Choice                        | Breaking the Habit | MTV Video Music Awards  |
| 2003 | Best Rock Group                        | Linkin Park        | World Music Awards      |
| 2006 | Best Rap/Song Collaboration            | Numb/Encore        | Grammy Awards           |
| 2007 | Best Band                              | Linkin Park        | MTV Europe Music Awards |
| 2008 | Favourite International Artist of Asia | Linkin Park        | MTV Asia Music Awards   |
| 2008 | Best Rock Video                        | Shadow of the Day  | MTV Video Music Awards  |
| 2008 | Favourite Alternative Rock Artist      | Linkin Park        | American Music Awards   |
| 2009 | Best Rock World Stage Performance      | Linkin Park        | MTV Europe Music Awards |
| 2009 | Best World Stage Performance           | Linkin Park        | MTV Europe Music Awards |
| 2010 | Best Live Act                          | Linkin Park        | MTV Europe Music Awards |
| 2011 | Best Rock                              | Linkin Park        | MTV Europe Music Awards |

## Fotogalerij

Bandleden
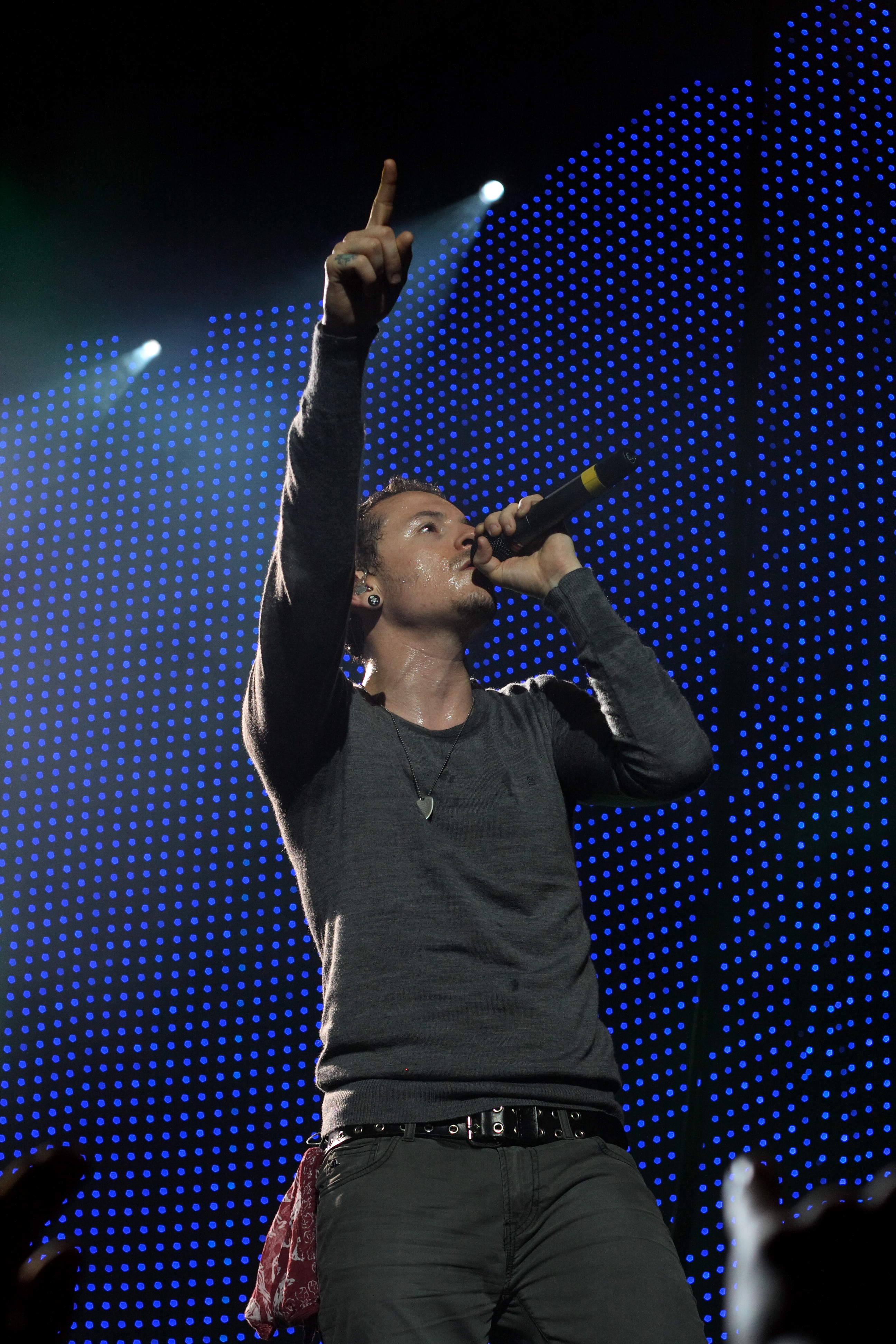
Chester Bennington, leadzang
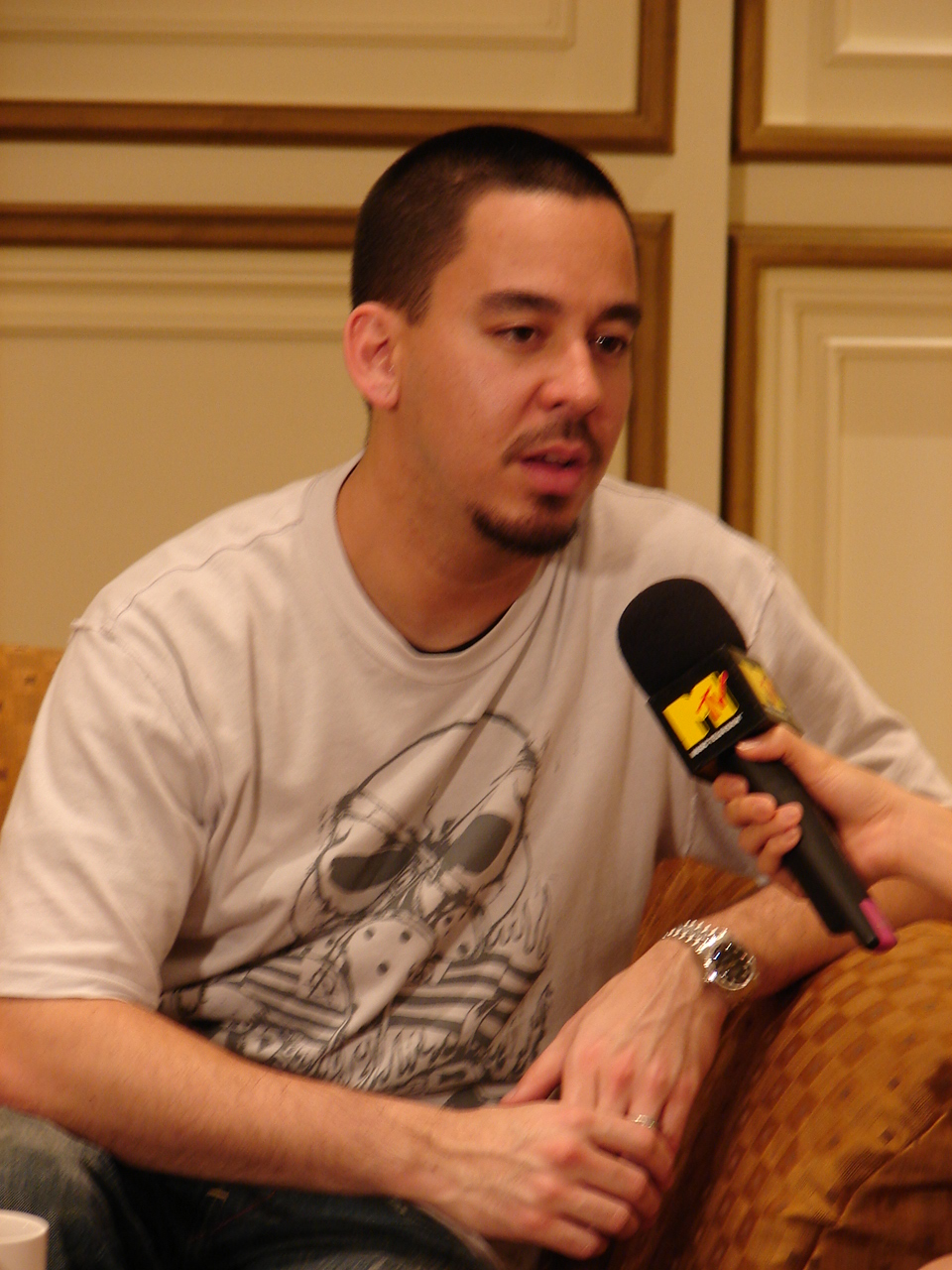
Mike Shinoda, rap, zang, slaggitaar, keyboard
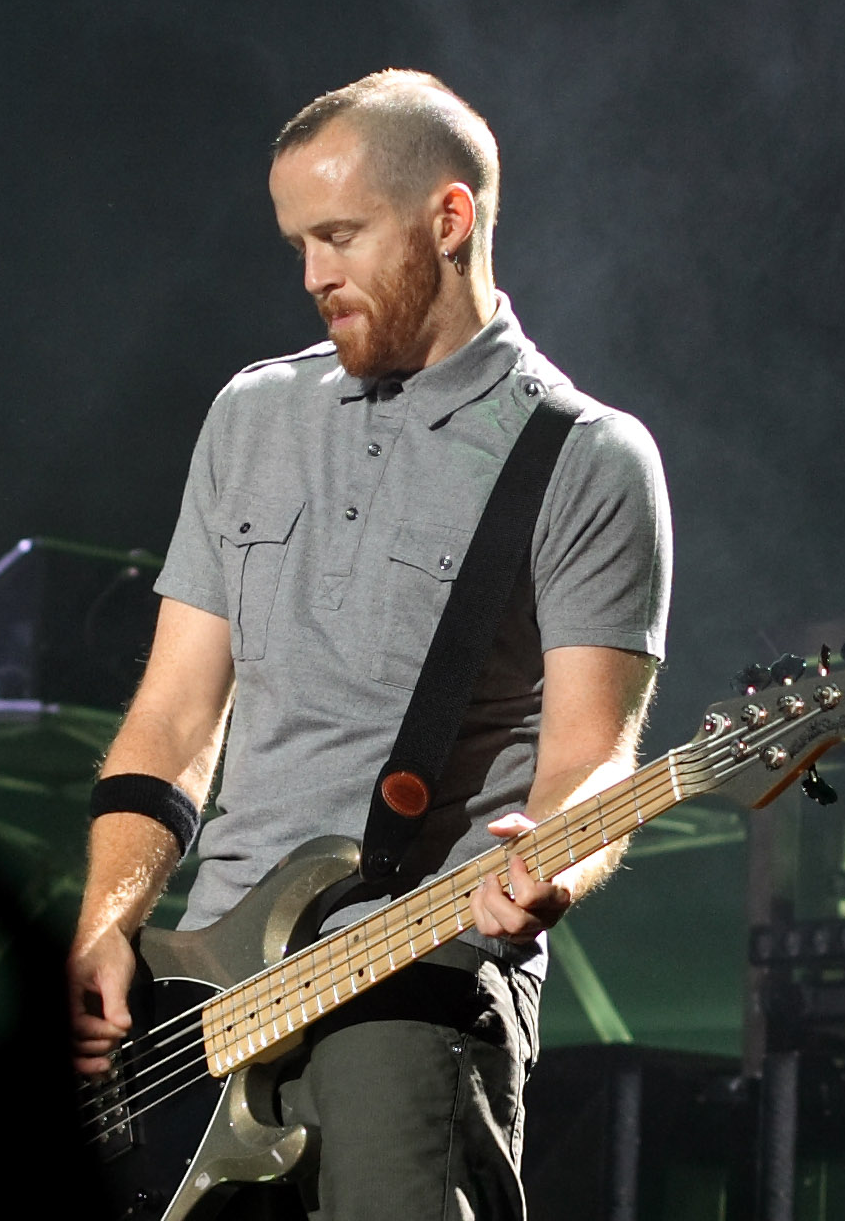
Dave Farrell, basgitaar, achtergrondzang
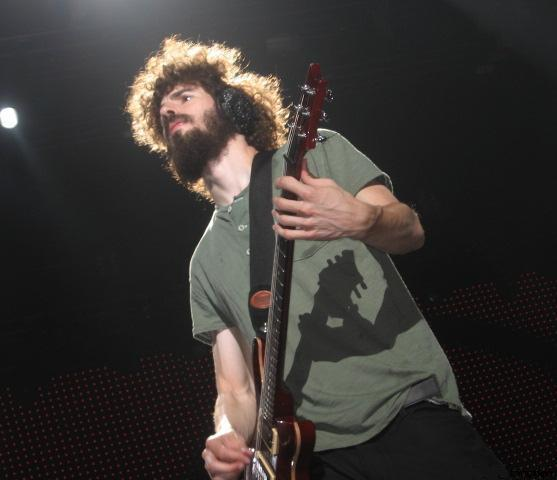
Brad Delson, leadgitaar, achtergrondzang
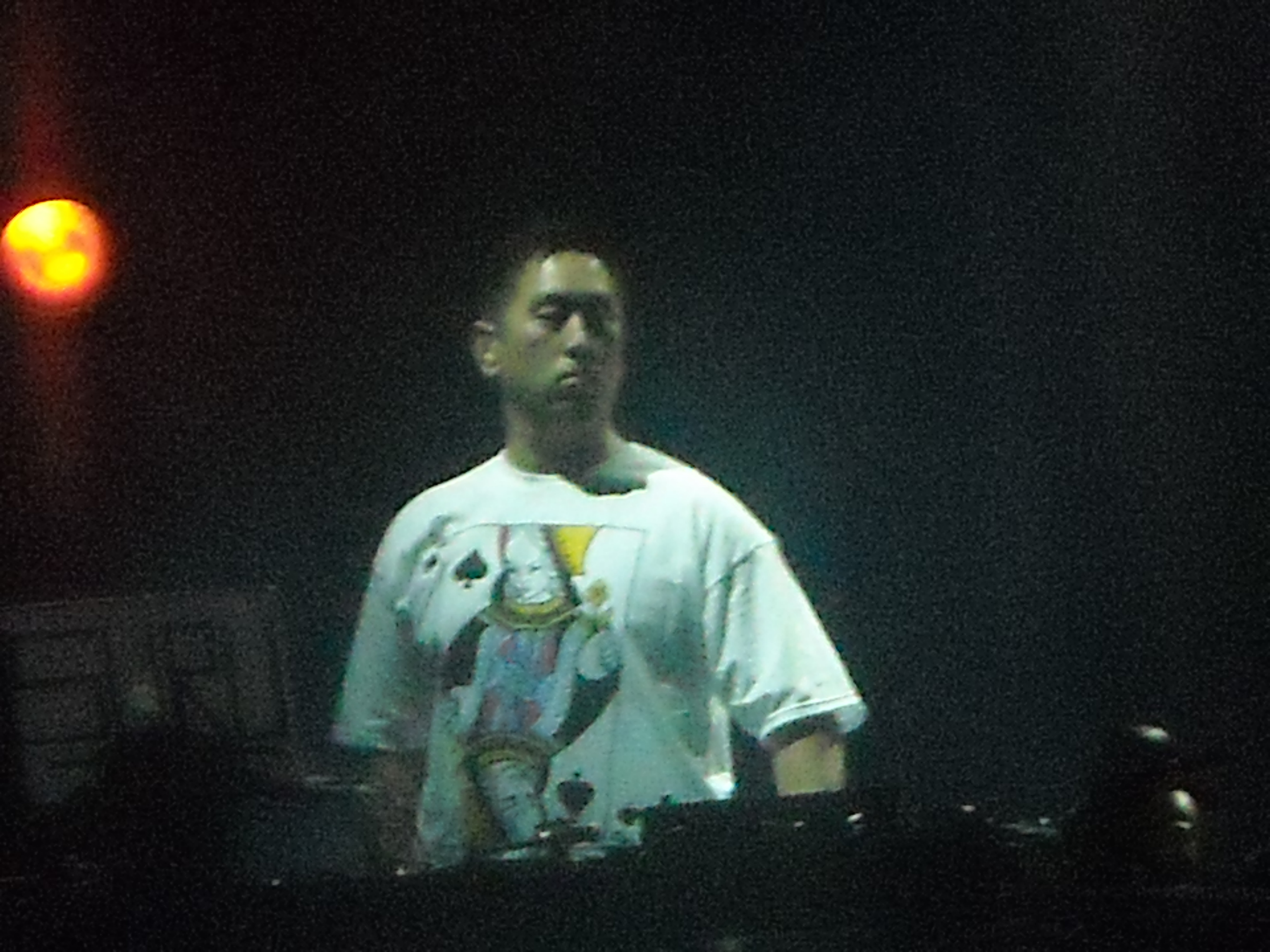
Joe Hahn, dj, sample, programmeren, achtergrondzang
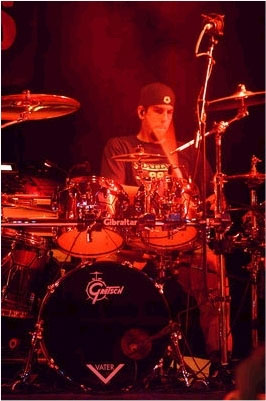
Rob Bourdon, drums, percussie, achtergrondzang

Logo's door de tijd heen
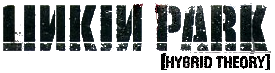
Het logo met volledige bandnaam, kenmerkend door de rechte haken en de omgekeerde N.
Het verkorte logo met de initialen.
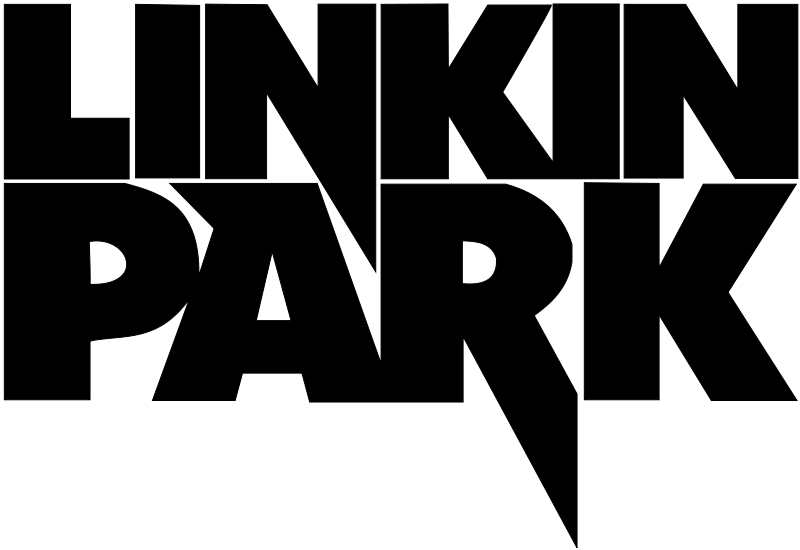
Het tweede logo dat vanaf 2007 werd gebruikt.
Het tweede verkorte logo met de initialen aaneensluitend in een cirkel.
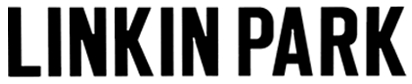
Een alternatief logo dat vanaf 2010 af en toe wordt gebruikt.